# Guillaume de Croÿ
Pour les autres membres de la famille, voir Famille de Croÿ.
Guillaume de Croÿ, aussi appelé Chièvres en tant que seigneur de cette ville du Hainaut, né en 1458 et mort en 1521, issu d'une famille noble originaire de Picardie, la famille de Croÿ, est un noble des Pays-Bas des Habsbourg, premier comte de Beaumont (Hainaut), premier marquis d'Aerschot (Brabant), seigneur de Tamise (Flandre), particulièrement connu pour avoir été le précepteur, puis l'un des plus proches conseillers, de Charles de Habsbourg, duc de Bourgogne et souverain des Pays-Bas en 1515, roi de Castille et d'Aragon en 1516, élu empereur en 1520 sous le nom de Charles Quint.

## Biographie

### Origines familiales
Il est le fils cadet du seigneur d'Arschot Philippe Ier de Croÿ et de Jacqueline (ou Jacobée) de Luxembourg.
Guillaume de Croÿ épousa Marie-Madeleine de Hamal († 27 octobre 1540), connue sous le nom de Marie de Hamal (de), la veuve d'Adolphe de La Marck, fils de Jean D'Arenberg, comte de La Marck et frère de Robert Ier de La Marck.
Il racheta à son père les seigneuries de Beaumont (Hainaut) et de Chièvres en 1485.

### Débuts sous la régence de Maximilien d'Autriche aux Pays-Bas (1482-1494)
La duchesse Marie de Bourgogne, fille de Charles le Téméraire, étant morte en 1482, la régence est assurée par son époux Maximilien d'Autriche (1459-1519) pour le compte de leur fils Philippe (1479-1506).
En 1489, Chièvres fait partie des négociateurs qui tentent de convaincre le prince Philippe de Clèves de mettre un terme à sa rébellion contre Maximilien d'Autriche.
Chièvres est élu chevalier de la Toison d'Or en 1491

### Sous le règne du duc Philippe le Beau (1494-1506)
Il participe à la cour de Philippe le Beau, fils de Maximilien et de Marie de Bourgogne, à partir de 1494. Mais lorsque, après avoir épousé Jeanne de Castille, Philippe part pour l'Espagne (1501-1503), Guillaume de Croy reste aux Pays-Bas.
Le 10 août 1501, à Lyon, il est, avec l’archevêque de Besançon François de Busleyden, Nicolas de Rutter et Pierre Lesseman un des ambassadeurs de Philippe le Beau pour le contrat de mariage entre Charles de Luxembourg et Claude de France, fille de Louis XII et d'Anne de Bretagne.
Grand-bailli de Hainaut (1497-1503), puis stathouder de Namur (1503), il fait partie, à la mort de Philippe en 1506, du conseil de régence des Pays-Bas, plus spécialement chargé des finances et de l'armée. L'Maximilien, devenu empereur en 1493, le confirme à ce poste en 1510.

### Pendant la minorité du fils de Philippe, Charles (1506-1515)
S'il avait pris part avec distinction aux guerres d'Italie sous Charles VIII et sous Louis XII, c'est son retour au service des Habsbourg qui en fit un homme de premier plan. Rapidement, il remplaça le prince de Chimay, Charles de Croÿ, comme précepteur du prince Charles. 

### Les avènements de Charles de Habsbourg (1515-1520): des Pays-Bas à l'Empire
Ce poste allait assurer sa fortune : dès son émancipation, le jeune duc de Bourgogne lui octroie le rang de conseiller et lui accorda toute sa confiance ainsi qu'une grande latitude dans la conduite des affaires. 
Après l'affaire Don Juan Manuel de Belmonte (es), en 1515, qui vit l'éviction de Marguerite d'Autriche à son profit, Chièvres devint une sorte de premier ministre et passait à raison pour le véritable détenteur du pouvoir dans l'ombre d'un prince encore bien falot.
Il l'investit, en 1516, des fiefs de Sora, d'Arce et de Rocca Guglielma, dans le royaume de Naples, qu'il venait d'hériter de son grand-père Ferdinand le Catholique. Plus tard, lors des festivités du chapitre de l'ordre de la Toison d'or, à Barcelone, il éleva en grande pompe les terres de Beaumont et d'Arschot (que Guillaume avait héritée de son père en 1511) en comté et en marquisat. Guillaume de Croÿ fut en outre nommé amiral du Royaume de Naples et grand amiral des provinces (en 1516), et enfin Grand Trésorier d'Espagne (contador mayor) (1517).
Lors du voyage inaugural de Charles en Espagne, Chièvres utilisa son influence sur le prince pour prendre possession du gouvernement. Il puisa dans les charges et bénéfices dont regorgeait la péninsule pour pourvoir sa vaste clientèle de prébendes. Son neveu Guillaume, déjà évêque de Cambrai et cardinal, obtint ainsi à vingt ans à peine, le très lucratif archevêché de Tolède. Cette attitude conquérante ainsi que son avidité à saisir tout bénéfice vacant pour lui-même ou pour ses protégés provoquèrent la colère des Castillans qui n'entendaient pas voir ainsi la richesse du pays profiter à des étrangers. Ce comportement prédateur est souvent évoqué parmi les causes de la Révolte des Comunidades de Castille, tant il fut dénoncé par les manifestes des comuneros.
Guillaume de Croÿ poussa Charles encore simplement d'Espagne à tout faire pour recueillir au plus vite la succession de son grand-père Maximilien. Cela passait par l'élection comme roi des Romains qui fut arrachée aux princes électeurs moyennant finance et par un couronnement rapide à Aix-la-Chapelle. Les deux impliquaient encore une fois de faire payer la Castille. 

### La disgrâce et la mort de Guillaume de Croy (1521)
C'est donc l'ensemble de sa politique qui amenait Charles à quitter un pays au bord de la guerre civile lorsqu'il s'embarqua à La Corogne en 1520. 
Croÿ prit part à la Diète de Worms (1521) où il fut en butte aux violences de Martin Luther et de ses partisans, et où il mourut empoisonné, le 28 mai 1521 peu de temps après son neveu homonyme, le cardinal Guillaume.
Charles qui avait déjà commencé à se détacher de son ancien mentor prit la décision de rompre radicalement avec la politique de Chièvres. Il ne poursuivit ainsi pas la diplomatie francophile des Croÿ après la mort d'Artus Gouffier de Boissy, négociateur pour la France, qui mit de ce fait fin aux pourparlers de paix. De la même façon, en Castille, il ne nomma plus que des régnicoles, parfois flanqués d'Italiens ou de Comtois ayant déjà fait leurs preuves dans le royaume par leur compétence. Il reprit en outre la stratégie de dépolitisation de l'aristocratie qu'avaient entreprise les Rois Catholiques et que l'arrivée des habitudes flamandes avait mise à mal en 1517. Symboliquement, la charge de grand chambellan, qu'avait occupée Chièvres ne fut plus jamais pourvue : Charles affirmait son indépendance, son émancipation réelle et son désir de gouverner désormais seul en liquidant sa jeunesse vécue dans l'ombre des Croÿ.
Sa vie a été écrite par Antoine Varillas, 1684, sous ce titre : La Pratique de l'éducation des Princes, ou l'Histoire de Guillaume de Croÿ.

## Guillaume de Croy dans la littérature et les arts
Son personnage apparaît dans une série télévisée espagnole :
- Carlos, rey emperador, 2015, interprété par Helio Pedregal (es)

## Source
Cet article comprend des extraits du Dictionnaire Bouillet. Il est possible de supprimer cette indication, si le texte reflète le savoir actuel sur ce thème, si les sources sont citées, s'il satisfait aux exigences linguistiques actuelles et s'il ne contient pas de propos qui vont à l'encontre des règles de neutralité de Wikipédia.